# Inglewood (Califórnia)
Inglewood é uma cidade localizada no sudoeste do Condado de Los Angeles, Califórnia, na área metropolitana de Los Angeles. A cidade fica na região de South Bay, no condado de Los Angeles, perto do Aeroporto Internacional de Los Angeles. Inglewood foi fundada em 1888 e incorporada em 7 de fevereiro de 1908.

## Geografia
De acordo com o Departamento do Censo dos Estados Unidos, a cidade tem uma área de 23,55 km², onde 23,48 km² estão cobertos por terra e 0,06 km² por água.

## Demografia
Segundo o censo nacional de 2020, a sua população é de 107 mil pessoas e sua densidade populacional é de 4 600 km2. Possui 38 429 residências, que resulta em uma densidade de 1 635,9 residências/km².

## Rappers/Cantores de Inglewood
- Becky G
- Mike Miller
- Lisa Moretti
- Arabian Prince
- Paul Pierce
- Cuco (cantor)
- Brian Wilson

## Locais conhecidos
- Forum
- Fox Theatre Inglewood
- Intuit Dome[4]
- SoFi Stadium[5]